# Hammarsbroarna

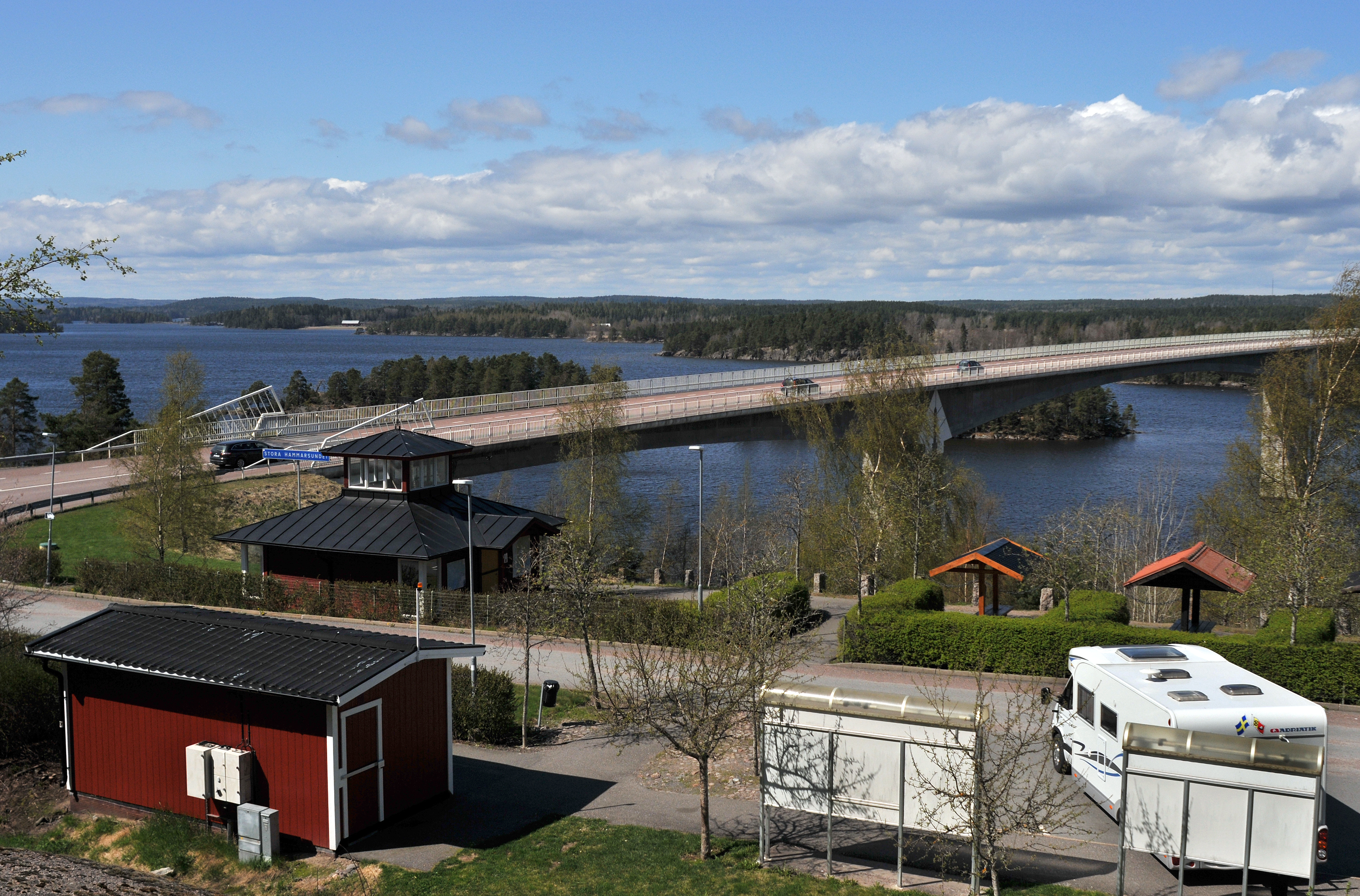
Bron över Stora Hammarsundet.

Hammarsbroarna är de båda broar i Vätterns norra skärgård i Askersunds kommun som passerar över Lilla Hammarsundet i norr och Stora Hammarsundet i söder och därmed låter riksväg 50 gå över den i skärgården belägna ön Öna. Broarna ersatte 1994 de broar som byggdes 1858. Före 1858 fanns en färja vid Hammars kyrka.
Bron över Stora Hammarsundet, sydväst om Hammar, är en 540,5 meter lång och 13 meter bred balkbro med en medelhöjd på 22,8 meter över vattenytan. Bron över Lilla Hammarsundet, belägen vid Stjärnsund söder om Askersund, har en längd av 300 meter. Också denna bro är en 13 meter bred balkbro. Medelhöjden över vattenytan är 3,1 meter.   